# 장기범
장기범(張基範, 1927년 5월 5일 ~ 1988년 3월 18일)은 대한민국의 전 아나운서이다. 호는 인천(仁泉).

## 생애
1927년 5월 5일 용유면 무의도에서 태어났다. 경성공립공업학교 졸업을 거쳐 고려대학교 정치학과를 학사 학위하고 1948년 12월 중앙방송국 아나운서로 방송 분야에 입문하였다. 그는 신입 아나운서의 몸으로 입사한 지도 아직 얼마 안 되어 당대 최고의 인기 프로그램인 스무고개의 MC로 발탁되며 일약 스타 아나운서로 자리잡았다. 그러나 얼마 안 가 6.25 전쟁이 발발하며 방송국은 대전을 거쳐 부산으로 철수했고 그는 부산에서 방송활동을 계속했다. 휴전 후 서울로 돌아온 중앙방송국은 전쟁과 민생고에 상처입은 민심을 달래고자 기존에 그가 맡고 있던 스무고개 외에 임택근을 MC로 하는 노래자랑을 신설하면서 오락 프로그램을 확대하였다. 이 두 프로그램은 단박에 장안 최고 인기 프로그램으로 떠올랐고 정동의 좁은 공개 홀이 감당 못 하는 수많은 방청객 때문에 나중에는 동화백화점 6층 뮤직 홀을 임대하여 공개방송을 해야 할 정도로 인기가 치솟았다. 당연히 MC를 맡고 있던 두 아나운서 또한 최고의 인기를 떠안아야 했는데 수려한 외모를 가진 임택근은 특히 젊은 여성들에게 인기가 높았고 날카롭고 지적인 이미지의 그는 중장년들에게 많은 호감을 샀다고 한다. 1957년 그는 중앙방송국 아나운서 실장으로 임명되어 아나운서들을 이끌었다. 1959년 그는 미국의 소리 한국어 방송 전담 아나운서로 미국으로 약 2년 간 파견 근무를 나갔다. 4.19 혁명으로 자유당 정권이 무너지고 수립된 민주당 내각제 정부가 박정희의 5.16 군사정변으로 붕괴되는 과정에서 평소 꼿꼿한 성격의 그는 미국에서 정보를 들으면서 군인은 "국가 방위라는 본연의 임무에 충실해야지, 정치에 발을 들여서는 안 된다"는 생각을 굳게 가지고 있었다. 그리고 박정희의 거사 소식을 들은 그는 그 날 미국의 소리에서 분명히 말하기를 '박정희 장군의 세력이 쿠데타를 일으켰다". 1961년 미국의 소리 파견을 마치고 중앙방송국 방송과장으로 복귀한 그는 아나운서들에게 방송을 배당하는 임무를 맡아 이름값보다는 실력 위주로 방송을 배당하는 파격을 행사하였다. 예를 들면 신입 아나운서에게 중요한 책무인 정오뉴스를 배당하고 당시 천하를 호령하던 L모 아나운서를 국내에서 들리지 않는 해외뉴스 담당으로 전출시킨 것이었다. 이에 비위가 상한 L모 아나운서는 공보처장을 찾아가서 "장기범 과장은 인사권을 함부로 남용하는 암적인 존재"라고 말도 안 되는 모함을 뱉었고 그 말을 100% 믿은 공보처장은 그를 1966년에 춘천방송국장으로 좌천을 시켰다. 이후 1967년 다시 중앙방송국으로 돌아와서 TV, 라디오 제작과장을 거친 그는 다른 모종의 건수로 1969년 부산방송국장으로 다시 좌천을 당했다가 1970년 10월 중앙방송국 보도부장으로 돌아왔다. 그러나 얼마 안 가 그의 깐깐함을 시험에 들게 하는 일이 생겼는데 그것은 제7대 대통령 선거였다. 1971년 4월 7대 대선을 앞두고 방송국 윗선에서 여당 후보인 박정희의 유세에 모인 군중수를 상향 조정하라는 지시가 있었지만 그것을 받아들였다면 그가 아니었다. 그는 있는 그대로 사실만을 방송으로 보도할 것을 지시하였다. 그래서 대선이 끝난 후 그는 대구방송국장이 되었다. 자신을 정말 아끼고 따르는 후배들의 눈물이 가득한 전송을 받으며 그는 웃으면서 대구행 기차에 몸을 실었다. 그 후 1973년 한국방송공사가 출범하면서 그는 라디오 방송국장으로 돌아와 이후 방송연수원장, 방송위원, 부산방송국장 등을 역임했지만 대부분 한직에 불과했다. 그리고 1982년 방송심의위원을 끝으로 34년간의 정든 방송 인생을 마치고 은퇴를 하였다. 방송계를 은퇴한 그는 조용히 은둔생활을 하던 중, 1988년 3월 18일 아들의 공군학사장교 임관식을 보고, 귀가하여 서울특별시 은평구 대조동의 자택에서 갑자기 심장마비를 일으켜 62세의 나이로 타계하였다. 갑작스러운 비보를 들은 후배들과 그를 흠모하던 많은 사람들이 그의 영전에 엎드려 오열하였으며,  경기도 김포시 월곶면 양지
바른 언덕에 자리잡은 고 장기범 아나운서 묘소에 모두의 마음을 담은 묘비를 세웠고, 그 내용은 다음과 같다. 
시대의 아픔을 가슴으로 삭이신 은둔의 지사.
난세를 학처럼 사신 위대한 상식인.
방송의 한 시대를 풍미하시며,
모든 방송인의 사표가 되신 준엄한 선비.
...... 그러나 달과 술을 사랑하셨던 낭만인.
당신은 한국의 영원한 아나운서!
타계한 날짜는 3월 18일이지만 아나운서 후배들은
5월5일의 탄생일에 맞추어 추모제를 연다. 매년 5월
5일이면 김포 월곶 장기범 아나운서의 묘소에는
추모의 향불이 피워질 것이다.

## 약력
- 1927년: 인천 출생
- 경성공립공업학교, 고려대학교 법정대학 졸업
- 1948년: 서울 중앙방송국 아나운서로 입사
- 1957년: 중앙방송국 아나운서 실장
- 1958년: 방송문화상 수상
- 1959년: 미국 국무성 초청으로 미국의 소리 방송 근무
- 1963년: 홍조근정훈장 수상
- 1965년: 서울특별시 문화상 수상
- 1966년: 춘천 방송국장
- 1967년: 중앙방송국 텔레비전 제작과장
- 1968년: 중앙방송국 라디오 제작과장
- 1969년: 부산 방송국장
- 1970년: 중앙방송국 보도부장
- 1971년: 대구 방송국장
- 1972년: 새마을훈장 근면장 수상
- 1973년: 한국방송공사 라디오 방송국장
- 1976년: 한국방송공사 연수원장
- 1977년: 한국방송공사 방송위원, 대통령 문화포장 수상
- 1980년: 부산 방송국장
- 1981년~1982년: 한국방송공사 방송심의위원